# Spelobia pulliforma
Spelobia pulliforma är en tvåvingeart som beskrevs av Marshall 1985. Spelobia pulliforma ingår i släktet Spelobia och familjen hoppflugor. Inga underarter finns listade i Catalogue of Life.